# Faisan de Colchide
Phasianus colchicus
Espèce
Statut de conservation UICN

LC : Préoccupation mineure
Le Faisan de Colchide (Phasianus colchicus), faisan à collier ou faisan de chasse, est une espèce d'oiseaux galliformes de la famille des Phasianidae originaire d'Asie occidentale et introduit en Europe dès le Moyen Âge. C'est le plus commun des faisans en Europe, et si ce terme est utilisé seul, c'est à cette espèce que l'on fait probablement référence. Il est chassé comme gibier et élevé pour sa chair.
Seules certaines variétés sont considérées comme domestiques.
Le faisan ou la poule faisane est un animal suffisamment proche de la poule et du coq domestiques pour produire des hybrides (appelés coquards), mais ceux-ci sont stériles.

## Dénomination
La femelle s'appelle la faisane ou poule faisane.
Le nom de « faisan » vient directement de son nom latin phasianus, lui-même issu du grec antique φασιανοός désignant « l'oiseau du fleuve Phase », cours d'eau caucasien aujourd'hui nommé Rioni, dans l'actuelle Géorgie. Le qualificatif « de Colchide » et l'adjectif colchicus se réfère lui aussi à sa région d'origine, la Colchide, également située en Géorgie. Bien que le faisan de Colchide ne soit pas endémique de cette région, les premiers spécimens de faisans introduits en Europe sont bien originaires de celle-ci.
On trouve le terme au XIIe siècle chez Chrétien de Troyes sous la forme les feisanz et sous sa forme actuelle au XIIIe siècle.

## Description
Le faisan de Colchide est un oiseau de taille moyenne, avec une petite tête et un corps plus large terminé par une longue queue assez fine. Le dimorphisme sexuel est très apparent, le mâle étant beaucoup plus coloré que la femelle, avec notamment une tête et un cou iridescent violacé ou verdâtre et une large caroncule rouge autour de l'œil. Il présente également un « collier » blanc pour la plupart des sous-espèces. La femelle possède un plumage plus brun et terne.
Le faisan de Colchide mesure entre 60 et 70 cm pour le mâle et 50 à 60 cm pour la femelle (queue incluse). Le mâle pèse de 0,9 à 3,0 kg alors que la femelle est entre 0,5 et 1,1 kg.

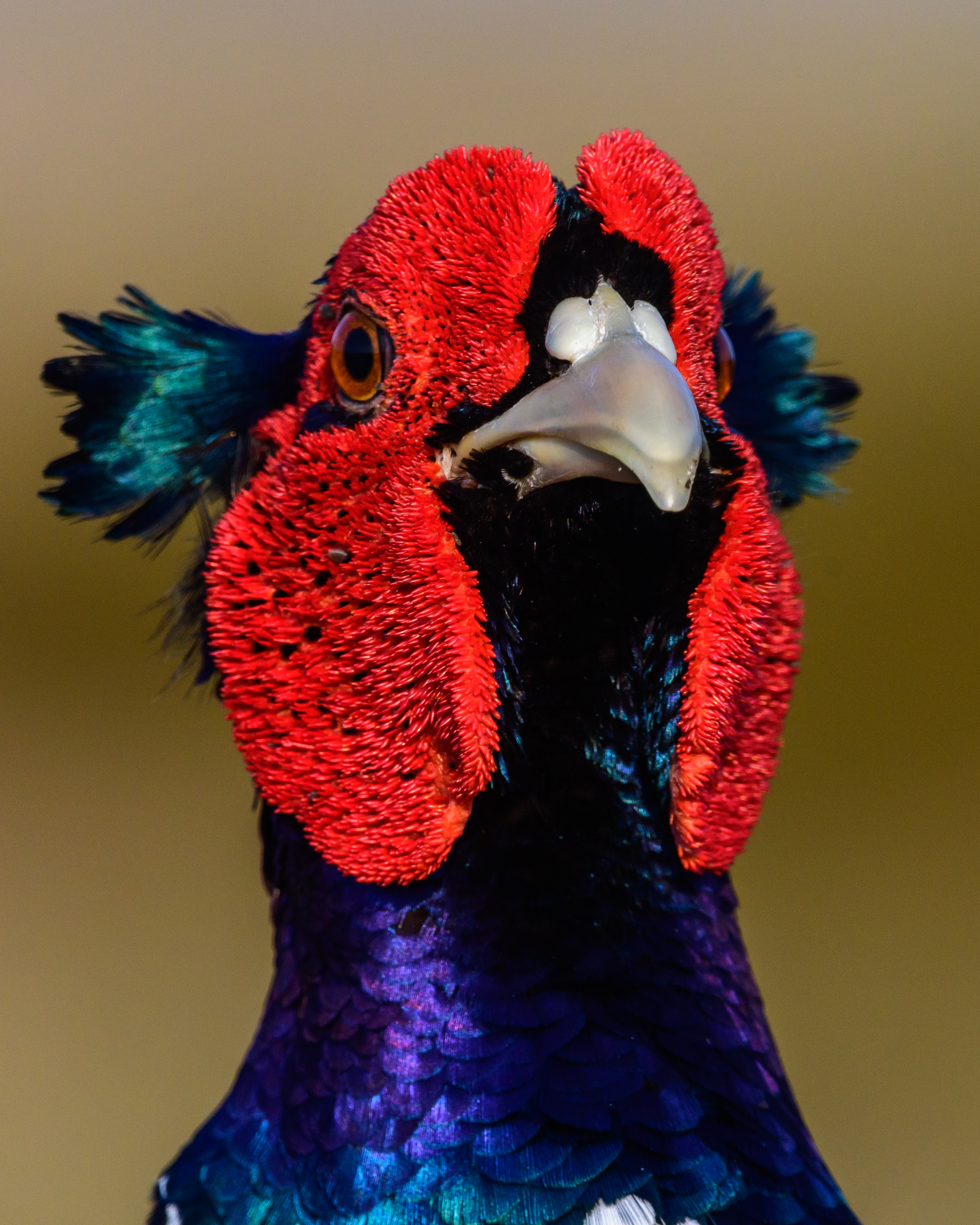
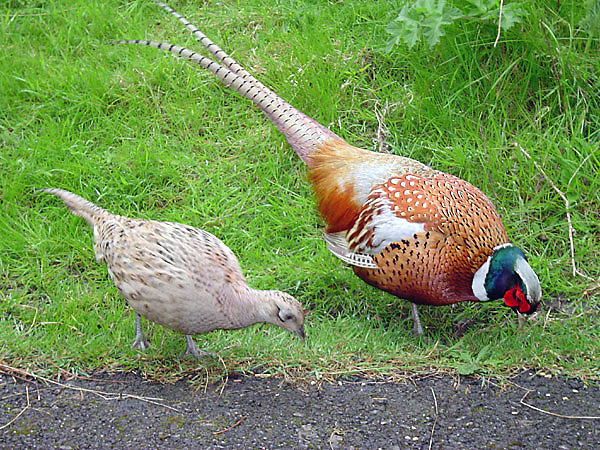
Femelle et mâle
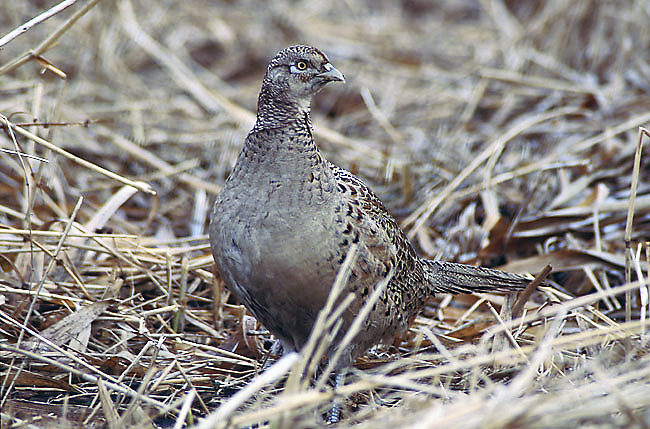
Poule faisane.
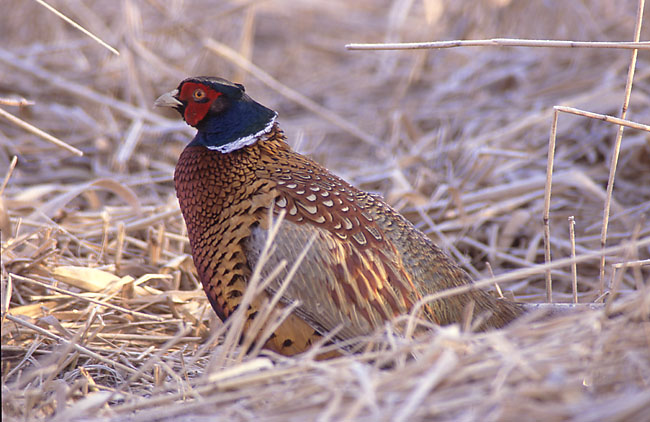
Faisan.
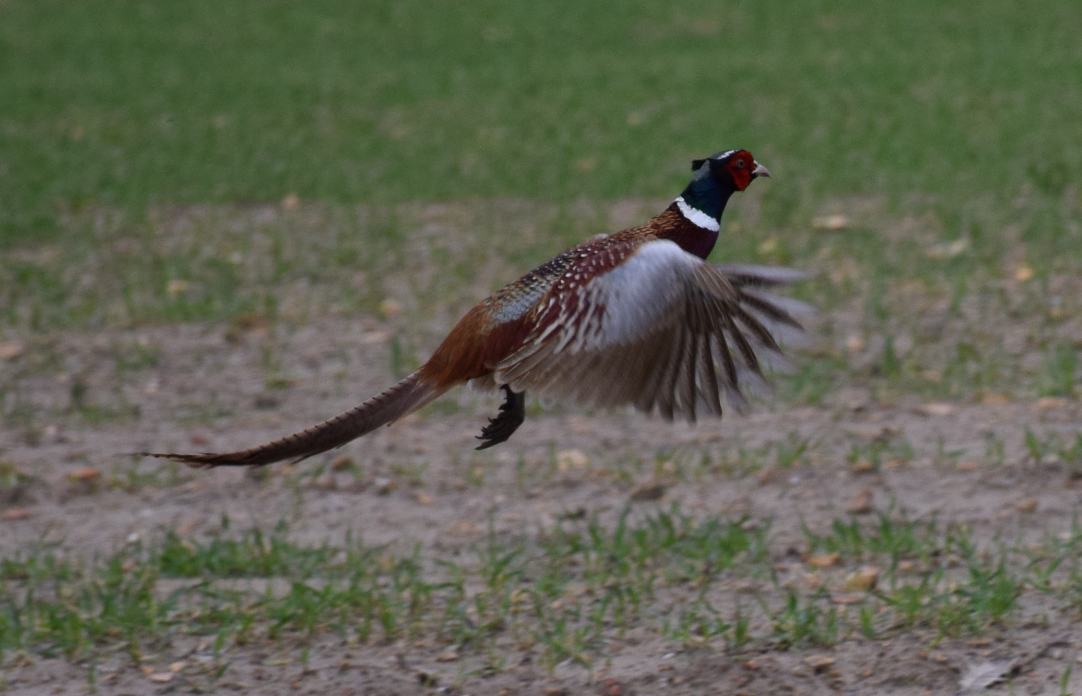
Vol de faisan.
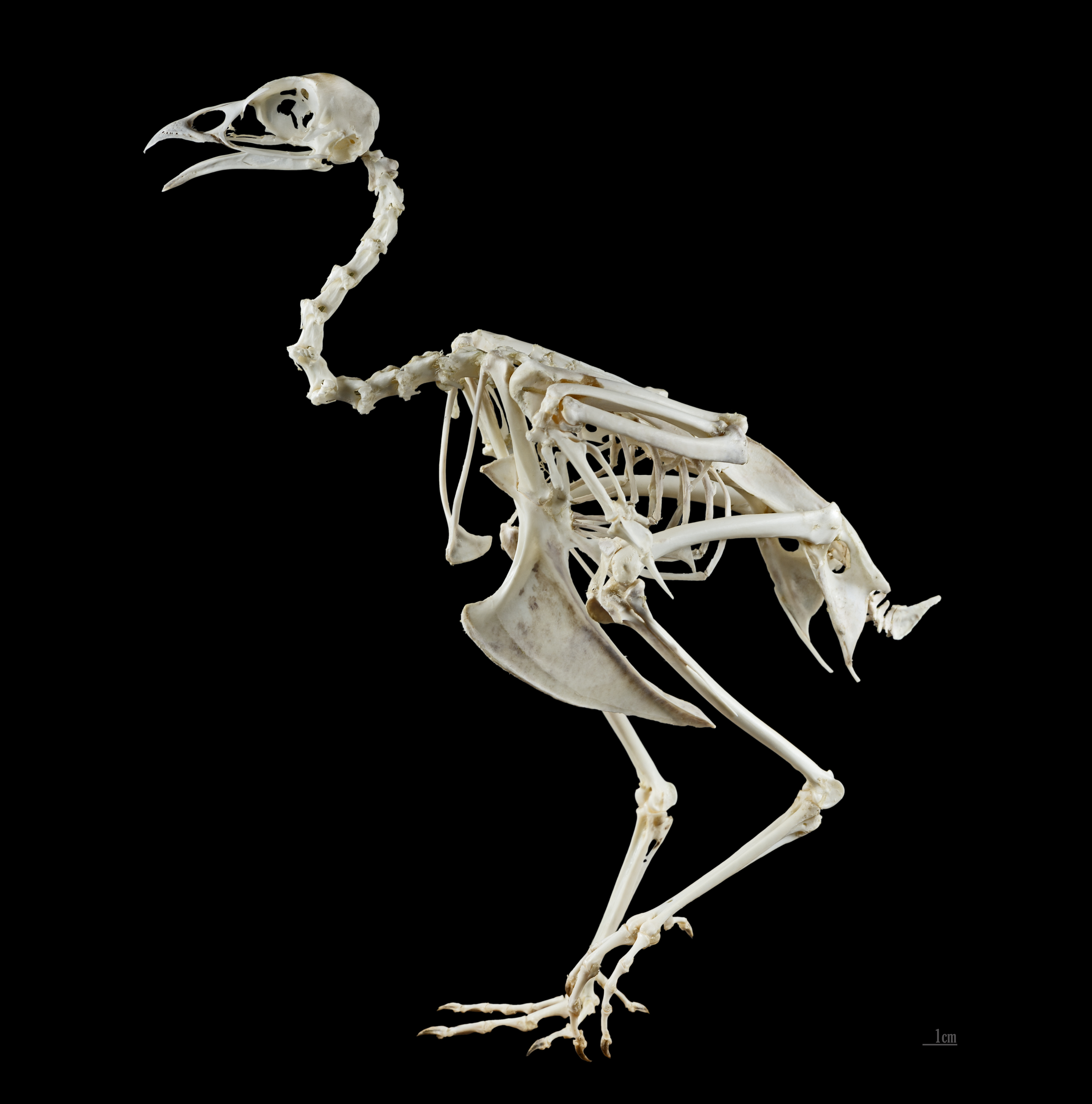
Squelette (Muséum de Toulouse).
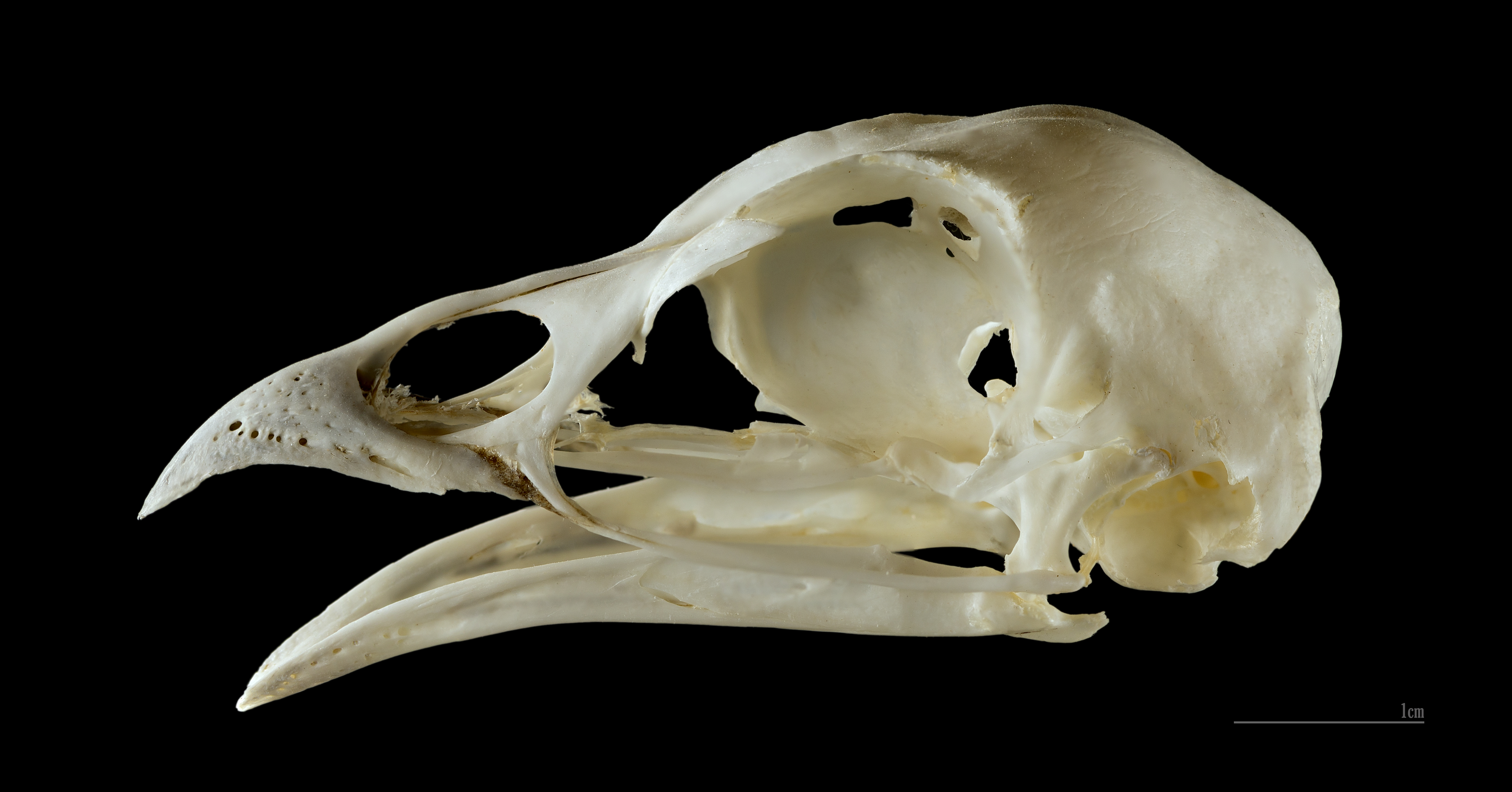
Crâne (Muséum de Toulouse).

## Écologie et comportement

### Alimentation
Les faisans de Colchide se nourrissent principalement de végétaux, en particulier de graines et de baies, mais aussi d'invertébrés comme les insectes, les vers et les mollusques ; particulièrement, les faisans juvéniles se nourrissent majoritairement d'animaux avant de passer vers un régime plus végétarien après 5 ou 6 semaines. Ils utilisent leurs pattes pour fouiller le sol à la recherche de nourriture. Ils sont généralement actifs à l'aube et au crépuscule plutôt qu'en journée.

### Reproduction
Le faisan de Colchide est polygyne, les mâles formant un harem pouvant comprendre entre 2 et 18 femelles. Durant toute la période de reproduction, chaque mâle établit son territoire ; les femelles ne sont pas territoriales, et s'accouplent avec un seul mâle par saison.
La période de reproduction s'étale de mars à avril. Durant celle-ci, le mâle parade en redressant son corps tout en battant des ailes et en les déployant en éventail. À la suite de l'accouplement, il délaisse la femelle qui creuse un trou ou profite d'un creux du sol masqué par des herbes hautes qu'elle rembourre de feuilles sèches. Elle pondra 6 à 15 œufs de couleur brun olive ou vert olive luisant, couvés de 25 à 25 jours. Nidifuges, les poussins sortent du nid pour suivre leur mère peu après leur éclosion.

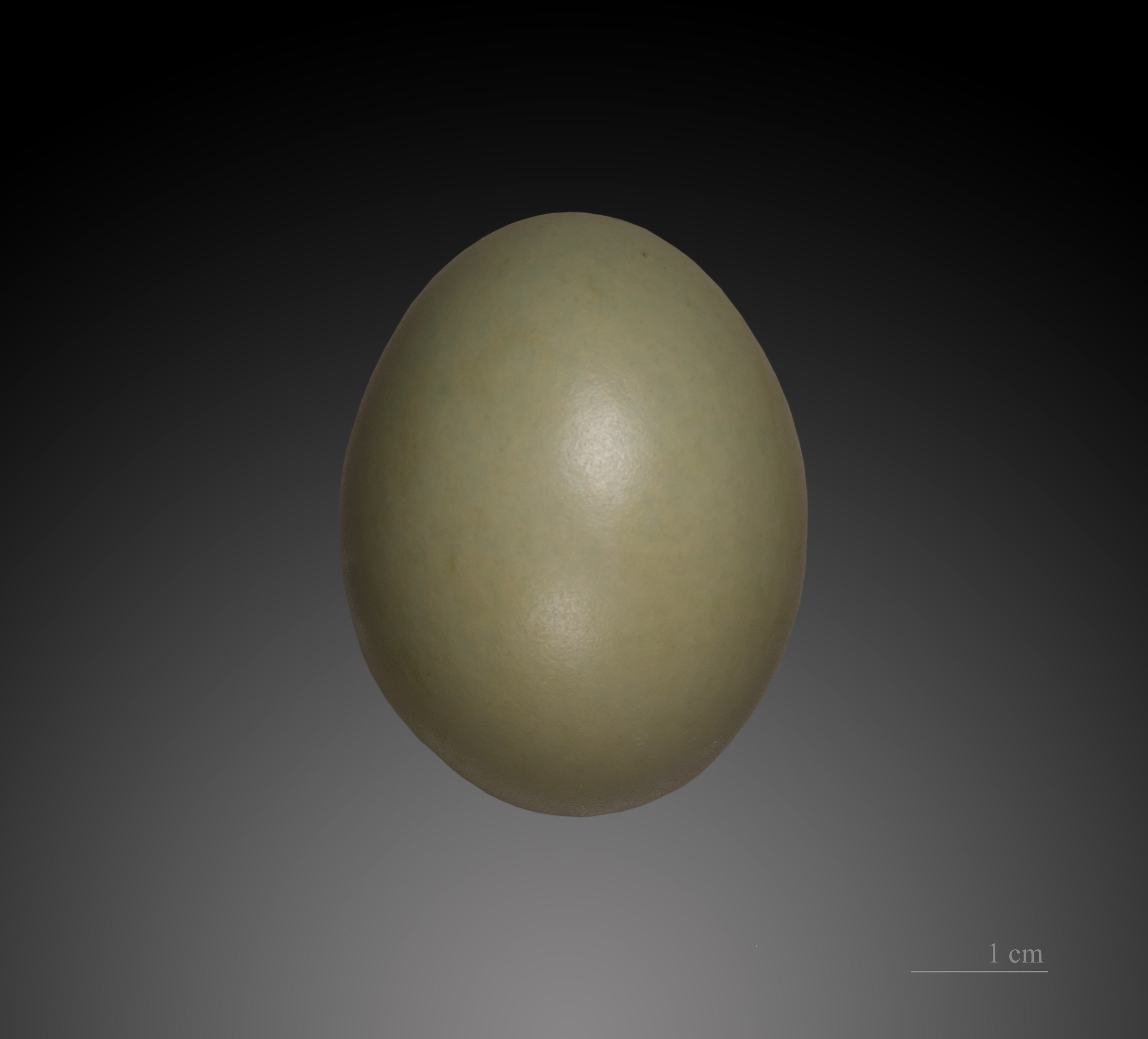
Œuf de  Phasianus colchicus  - Muséum de Toulouse
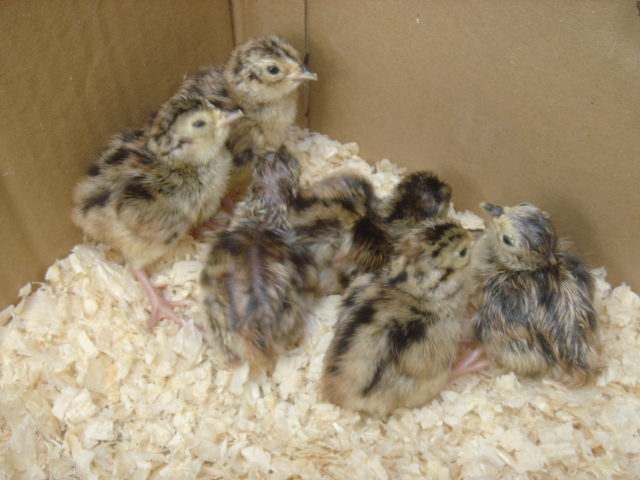
Petits faisans, environ une heure après l’éclosion.

### Prédation
Les nids de faisans sont la proie de plusieurs mammifères, en particulier le renard roux et le blaireau européen, ainsi que des corvidés.
Le renard est également susceptible de chasser des faisans adultes. Les jeunes faisans sont aussi la cible de plusieurs rapaces, particulièrement les buses mais aussi les hiboux et les éperviers.

## Répartition et habitat

Violet : Natif ; Rose : Introduit

### Répartition
Le faisan de Colchide est originaire d'Asie, son habitat initial recouvrant une grande partie de l'est de l'Asie, et allant jusqu'à la mer Noire et la mer Caspienne. Il a été introduit en Europe, en Australie et en Amérique du Nord. La population est estimée entre 45 et 300 millions d'individus.

### Habitat
Sur la plupart de son aire de répartition, les faisans sont fortement associés aux terres cultivées, en particulier dans les périodes suivant la reproduction ; cela est dû à la forte concentration d'arthropodes nécessaires à la nourriture des petits. Durant la période d'accouplement, les faisans préfèrent le couvert des fourrés ou des bois ; cette préférence vaut aussi pour l'hiver, le couvert protégeant contre le mauvais temps. Cette variation saisonnière est particulièrement marquée chez la femelle, et un peu moins chez le mâle. Ils privilégient également la proximité avec des arbres pour pouvoir se mettre à couvert en cas de besoin.
Les faisans sont cependant capables de s'adapter à de nombreux habitats. On peut par exemple le trouver dans les montagnes, avec des observations à 3 500 m d'altitude en Chine.
C'est une espèce qui a besoin de calcium et est donc plus commune dans les environnements calcaires (hors individus artificiellement introduits ou relâchés dans la nature).

## Sous-espèces
L'espèce a été décrite par le naturaliste suédois Carl von Linné en 1758. On compte actuellement 30 sous-espèces ,,:
| Sous-espèces                                      | Sous-espèces | Sous-espèces          | Sous-espèces              | Sous-espèces                                                                                                 | Sous-espèces                                                                      |
| ------------------------------------------------- | --- | --------------------- | ------------------------- | --- | --------------------------------------------------------------------------------- |
| Groupe                                            | Identification | Dénomination          | Découvreur                | Localisation                                                                                                 | Commentaire                                                                       |
| Faisan de Colchide (colchicus)                    | Pas de collier. Ailes brunes, queue couleur rouille à châtain. Arrière rouge-marron-orange, fines barres noires sur la queue. | P. c. septentrionalis | Lorenz, T, 1889           | Nord du Caucase                                                                                              |                                                                                   |
| Faisan de Colchide (colchicus)                    | Pas de collier. Ailes brunes, queue couleur rouille à châtain. Arrière rouge-marron-orange, fines barres noires sur la queue. | P. c. colchicus       | Linnaeus, 1758            | Transcaucasie                                                                                                | La sous-espèce nominale.                                                          |
| Faisan de Colchide (colchicus)                    | Pas de collier. Ailes brunes, queue couleur rouille à châtain. Arrière rouge-marron-orange, fines barres noires sur la queue. | P. c. talischensis    | Lorenz, T, 1889           | Sud-est de la Transcaucasie                                                                                  | Très rare, avec probablement moins de 1000 individus en vie.                      |
| Faisan de Colchide (colchicus)                    | Pas de collier. Ailes brunes, queue couleur rouille à châtain. Arrière rouge-marron-orange, fines barres noires sur la queue. | P. c. persicus        | Severtsov, 1875           | Sud-ouest du Turkménistan et nord-est de l'Iran                                                              | Ailes plutôt gris-blanc                                                           |
| Faisan à ailes blanches (chrysomelas/principalis) | Pas de collier (ou très peu visible). Ailes blanches, plumage bronze à brun. Arrière rouge-marron-orange, fines barres noires sur la queue.                                                                                               | P. c. principalis     | Sclater, 1885             | Sud-est du Turkménistan et nord-ouest de l'Afghanistan                                                       |                                                                                   |
| Faisan à ailes blanches (chrysomelas/principalis) | Pas de collier (ou très peu visible). Ailes blanches, plumage bronze à brun. Arrière rouge-marron-orange, fines barres noires sur la queue.                                                                                               | P. c. chrysomelas     | Severtsov, 1875           | Nord du Turkménistan et ouest de l'Ouzbékistan                                                               |                                                                                   |
| Faisan à ailes blanches (chrysomelas/principalis) | Pas de collier (ou très peu visible). Ailes blanches, plumage bronze à brun. Arrière rouge-marron-orange, fines barres noires sur la queue.                                                                                               | P. c. zarudnyi        | Buturlin, 1904            | Est du Turkménistan                                                                                          |                                                                                   |
| Faisan à ailes blanches (chrysomelas/principalis) | Pas de collier (ou très peu visible). Ailes blanches, plumage bronze à brun. Arrière rouge-marron-orange, fines barres noires sur la queue.                                                                                               | P. c. bianchii        | Buturlin, 1904            | Sud-est de l'Ouzbékistan, sud-ouest du Tadjikistan et nord-est de l'Afghanistan                              |                                                                                   |
| Faisan à ailes blanches (chrysomelas/principalis) | Pas de collier (ou très peu visible). Ailes blanches, plumage bronze à brun. Arrière rouge-marron-orange, fines barres noires sur la queue.                                                                                               | P. c. zerafschanicus  | Tarnovski, 1891           | Sud de l'Ouzbékistan                                                                                         |                                                                                   |
| Faisan à ailes blanches (chrysomelas/principalis) | Pas de collier (ou très peu visible). Ailes blanches, plumage bronze à brun. Arrière rouge-marron-orange, fines barres noires sur la queue.                                                                                               | P. c. shawii          | Elliot, 1870              | Ouest de la Chine                                                                                            |                                                                                   |
| Faisan Kirghizes (mongolicus)                     | Collier large. Ailes blanches, plumage cuivre. Arrière rouge-marron-orange, fines barres noires sur la queue. | P. c. turcestanicus   | Lorenz, T, 1896           | Sud du Kazakhstan                                                                                            |                                                                                   |
| Faisan Kirghizes (mongolicus)                     | Collier large. Ailes blanches, plumage cuivre. Arrière rouge-marron-orange, fines barres noires sur la queue. | P. c. mongolicus      | Brandt, 1844              | Sud-est du Kazakhstan et nord du Kirghizistan                                                                |                                                                                   |
| Faisan du Tarim (tarimensis)                      | Pas de collier (ou très peu visible). Ailes brunes, queue kaki à olive. Arrière rouge-marron-orange, fines barres noires sur la queue. | P. c. tarimensis      | Pleske, 1889              | Bassin du Tarim jusqu'à Lop Nur (ouest de la Chine)                                                          |                                                                                   |
| Faisan décollatus (elegans)                       | Collier blanc, pas de contour orbital. Large bande sombre bleu-vert sur le dessous. Tête vert sombre, queue gris-bleu. Arrière gris clair, tache orange de chaque côté de la croupe, barres noires larges sur la queue.                   | P. c. elegans         | Elliot, 1870              | Ouest du Sichuan jusqu'au nord-ouest de Yunnan (centre-sud de la Chine), nord-est du Myanmar et est du Tibet |                                                                                   |
| Faisan décollatus (elegans)                       | Collier blanc, pas de contour orbital. Large bande sombre bleu-vert sur le dessous. Tête vert sombre, queue gris-bleu. Arrière gris clair, tache orange de chaque côté de la croupe, barres noires larges sur la queue.                   | P. c. rothschildi     | La Touche, 1922           | Sud-est de Yunnan (centre-sud de la Chine) et nord-ouest du Viêt Nam                                         |                                                                                   |
| Faisan décollatus (strauchi/vlangalii)            | Pas de collier et de contour orbital (ou fin et incomplet). Tête vert-sombre. Poitrine châtain. Arrière gris clair, tache orange de chaque côté de la croupe, barres noires larges sur la queue.                                          | P. c. vlangalii       | Przevalski, 1876          | Bassin du Qaidam (centre-ouest de la Chine)                                                                  |                                                                                   |
| Faisan décollatus (strauchi/vlangalii)            | Pas de collier et de contour orbital (ou fin et incomplet). Tête vert-sombre. Poitrine châtain. Arrière gris clair, tache orange de chaque côté de la croupe, barres noires larges sur la queue.                                          | P. c. strauchi ()     | Przevalski, 1876          | Nord-est de Qinghai (centre de la Chine)                                                                     |                                                                                   |
| Faisan décollatus (strauchi/vlangalii)            | Pas de collier et de contour orbital (ou fin et incomplet). Tête vert-sombre. Poitrine châtain. Arrière gris clair, tache orange de chaque côté de la croupe, barres noires larges sur la queue.                                          | P. c. sohokhotensis   | Buturlin, 1908            | Est de Gansu (centre de la Chine)                                                                            |                                                                                   |
| Faisan décollatus (strauchi/vlangalii)            | Pas de collier et de contour orbital (ou fin et incomplet). Tête vert-sombre. Poitrine châtain. Arrière gris clair, tache orange de chaque côté de la croupe, barres noires larges sur la queue.                                          | P. c. alaschanicus    | Alphéraky & Bianchi, 1908 | Ningxia (centre-nord de la Chine)                                                                            |                                                                                   |
| Faisan décollatus (strauchi/vlangalii)            | Pas de collier et de contour orbital (ou fin et incomplet). Tête vert-sombre. Poitrine châtain. Arrière gris clair, tache orange de chaque côté de la croupe, barres noires larges sur la queue.                                          | P. c. suehschanensis  | Bianchi, 1906             | Nord-ouest du Sichuan et sud de Gansu (centre-ouest de la Chine)                                             |                                                                                   |
| Faisan de Chine                                   | Pas de collier et de contour orbital (ou fin et incomplet). Tête vert-sombre. Poitrine châtain. Arrière gris clair, tache orange de chaque côté de la croupe, barres noires larges sur la queue.                                          | P. c. satscheuensis   | Pleske, 1892              | Ouest de Gansu (centre-nord de la Chine)                                                                     |                                                                                   |
| Faisan de Chine                                   | Pas de collier et de contour orbital (ou fin et incomplet). Tête vert-sombre. Poitrine châtain. Arrière gris clair, tache orange de chaque côté de la croupe, barres noires larges sur la queue.                                          | P. c. hagenbecki      | Rothschild, 1901          | Ouest de la Mongolie                                                                                         | Tête grise, collier, contour orbital, les plumes de la poitrine ont un bord noir. |
| Faisan de Chine                                   | Pas de collier et de contour orbital (ou fin et incomplet). Tête vert-sombre. Poitrine châtain. Arrière gris clair, tache orange de chaque côté de la croupe, barres noires larges sur la queue.                                          | P. c. edzinensis      | Sushkin, 1926             | Centre-sud de la Mongolie                                                                                    |                                                                                   |
| Faisan de Chine                                   | Pas de collier et de contour orbital (ou fin et incomplet). Tête vert-sombre. Poitrine châtain. Arrière gris clair, tache orange de chaque côté de la croupe, barres noires larges sur la queue.                                          | P. c. kiangsuensis    | Buturlin, 1904            | Nord-est de la Chine                                                                                         |                                                                                   |
| Faisan de Chine (formosanus)                      | Collier interrompu à l'avant. Plumes des flancs blanchâtres, plumes de la poitrine avec des bords noirs. Arrière gris clair, tache orange de chaque côté de la croupe, barres noires larges sur la queue.                                 | P. c. formosanus      | Elliot, 1870              | Taïwan |                                                                                   |
| Faisan de Chine (torquatus)                       | Collier variable (de absent à large). Ailes gris à brun. Poitrine rouge-brun, tête variable (verte à gris avec ou sans contour orbital). Arrière gris clair, tache orange de chaque côté de la croupe, barres noires larges sur la queue. | P. c. karpowi         | Buturlin, 1904            | Nord-est de la Chine jusqu'à la Corée                                                                        |                                                                                   |
| Faisan de Chine (torquatus)                       | Collier variable (de absent à large). Ailes gris à brun. Poitrine rouge-brun, tête variable (verte à gris avec ou sans contour orbital). Arrière gris clair, tache orange de chaque côté de la croupe, barres noires larges sur la queue. | P. c. pallasi         | Rothschild, 1903          | Sud-est de la Sibérie, nord-est de la Chine et nord-est de la Corée                                          |                                                                                   |
| Faisan de Chine (torquatus)                       | Collier variable (de absent à large). Ailes gris à brun. Poitrine rouge-brun, tête variable (verte à gris avec ou sans contour orbital). Arrière gris clair, tache orange de chaque côté de la croupe, barres noires larges sur la queue. | P. c. torquatus       | Gmelin, 1789              | Est de la Chine                                                                                              |                                                                                   |
| Faisan décollatus                                 | Collier variable (de absent à large). Ailes gris à brun. Poitrine rouge-brun, tête variable (verte à gris avec ou sans contour orbital). Arrière gris clair, tache orange de chaque côté de la croupe, barres noires larges sur la queue. | P. c. decollatus      | Swinhoe, 1870             | Centre de la Chine                                                                                           |                                                                                   |
| Faisan décollatus                                 | Collier variable (de absent à large). Ailes gris à brun. Poitrine rouge-brun, tête variable (verte à gris avec ou sans contour orbital). Arrière gris clair, tache orange de chaque côté de la croupe, barres noires larges sur la queue. | P. c. takatsukasae    | Delacour, 1927            | Sud-ouest de Guangdong (sud-est de la Chine) et nord-est du Viêt Nam                                         |                                                                                   |

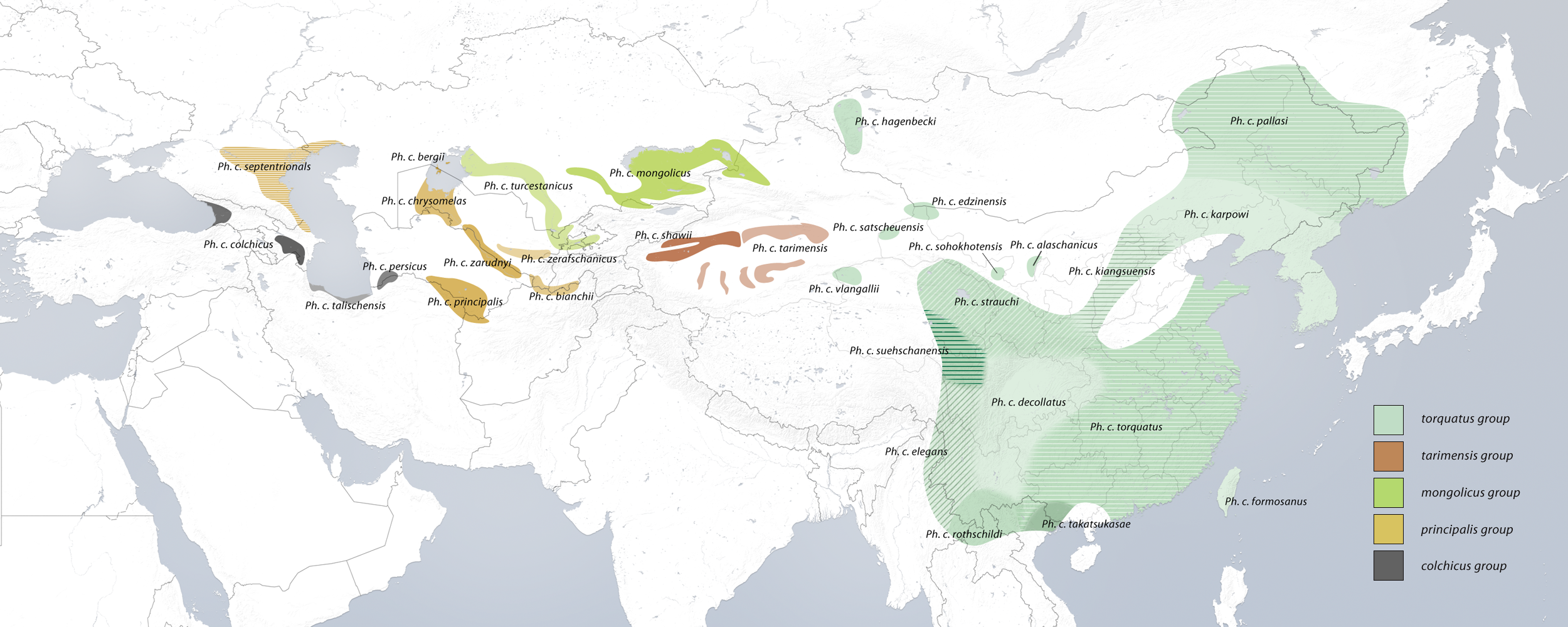
Distribution des différentes sous-espèces de faisan de Colchide

Il était autrefois parfois considéré comme formant une même espèce avec le Faisan versicolore ; certains auteurs estiment que les deux espèces ont divergé il y a 4,3 millions d'années, mais d'autres estimations proposent une séparation plus récente, il y a moins de 2 millions d'années. Il a aussi été suggéré de séparer le faisan de Colchide en plusieurs espèces.
Les différentes sous-espèces peuvent aussi être regroupées en 5 groupes sur des critères visuels ; cependant ces groupes ne sont pas complètement associés à de véritables séparations génétiques ; il y aurait en vérité plutôt 8 groupes.
La sous-espèce de faisan introduite en Europe pour la première fois est celle du Caucase, P. c. colchicus, à partir de l'an 500. Les autres groupes de faisan ne seront introduits que bien plus tard, au XVIIIe siècle, avec P. c. torquatus et P. c. mongolicus.
On pense que le faisan est initialement originaire de Chine.
Le faisan noir ou obscur (ssp. tenebrosus), issu d'une mutation génétique qui a été sélectionnée par l'humain, est une variation chromatique de l'espèce.

## Le faisan de Colchide et l'humain

### Historique
Le faisan est cité dans la littérature depuis l'Antiquité : Pline (6, 13 ; 10, 132), Martial (Epigrammes, 13, 72), Conrad Gessner (H.A., 3), Pierre Belon (H.O., 5, 12). Pantaléon Thévenin écrit dans son commentaire de Du Bartas : « il a pris son nom de Phasis, fleuve renommé en Colchide, où premièrement il fut trouvé par les argonautes ».
Il s'agit d'un des oiseaux les plus chassés en France, en deuxième position derrière le Pigeon ramier avec 3 000 000 d'individus tués chaque année (soit en moyenne 2,5 par chasseur et par saison). De nombreux faisans sont élevés en captivité et relâchés pour la chasse. Au Royaume-Uni, près de 83% des faisans chassés sont issus de l'élevage.